# Merchweiler
Merchweiler è un comune tedesco di 9 672 abitanti, situato nel land della Saarland.